# Franck Szécsényi
Pour les articles homonymes, voir Szécsényi.
Franck Szécsényi (mort en 1408) est un noble hongrois, voïvode de Transylvanie de 1394 à 1396, puis Juge suprême du Royaume de Hongrie. Il est l'un des fils de Kónya Szécsényi, ban de Croatie et de Dalmatie, et le grand-père de Ladislas Szécsényi, foispan de Nógrád et Hont de 1440 à 1460.